# Nyköpings garnison
Nyköpings garnison var en garnison inom svenska Försvarsmakten som verkade i olika former åren 1941–1985.

## Historik

### Brandholmens flygplats
Brandholmens flygplats anlades i början av 1960-talet och bestod till en början av ett grässtråk och en rullbana i asfalt. Flygplatsen var ett så kallat civilt flygfält och hade Nyge Aero samt Artilleriflygskolan som hyresgäst. Nyge Aero hade en flygverkstad vid fältet och bedrev en agentur för Piper-flygplan. Utöver dessa fanns även Nyköpings flygklubb vid fältet, vilket även var en sjöflygplats, då bojar och slip fanns söder om bana 14.
År 1980 avvecklades Södermanlands flygflottilj och Skavsta flygplats kom då att stå tomt. Nyköpings kommun beslutade att stänga flygplatsen vid Brandholmen, vilket skedde 1984 och göra om Skavsta till en kommersiell flygplats under namnet Nyköping-Oxelösunds flygplats. All verksamhet vid Brandholmen flyttade över till Skavsta år 1984. Artilleriflygskolan, som vid den tidpunkten bytt namn till Arméflygskolan, blev dock inte långvarig vid Skavsta, utan omlokaliserades redan året därpå till Malmens flygplats utanför Linköping. Det tidigare flygplatsområdet på Brandholmen är idag (2016) en stadsdel med blandad bostadsbebyggelse. Den enda flygverksamhet som bedrivs vid det gamla flygfältet är genom Nyköpings Modellklubb (NMK), som nyttjar den östra banändan av bana 08 för sina radiostyrda modellflygplan.

### Skavsta flygplats
Flottiljen inledde sin verksamhet den 1 juli 1941, men då med flottiljstaben inkvarterad i lokaler på Standard hotell i Nyköping. Vid Östra Storgatan 36 hade en matinrättning upprättats provisoriskt, där ett antal värnpliktiga även förlagts. Klockan 14.30 den 14 oktober 1941 hissades den svenska fanan för första gången vid flottiljen. Åren 1940–1941 uppfördes flottiljområdet på Skavsta gårds ägor i Sankt Nicolai socken drygt 10 km öster om Nyköping. Flottiljområdet som uppfördes efter 1940 års militära byggnadsutrednings typritningar fick i sort sett likadana byggnader som tillkom vid andra flottiljer under samma tid, något som tydligt ses på vaktkasernen, vilken delar arkitektur med ett flertal vaktkaserner vid flygvapnets flygflottiljer. Efter att flygflottiljen avvecklades i sin helhet den 30 juni 1980, erhöll flygplatsen status som beredskapsflygplats. Den 23 september 1984 invigdes flygplatsen som civilflygplats i Nyköpings kommuns regi och 1991 ändrades flygplatsens namn till Stockholm Skavsta flygplats.

## Minnesstenar och minnesmärken
| Bild | Minnessten                 | Koordinater                                   | Kort beskrivning |
| ---- | -------------------------- | --------------------------------------------- | --- |
|      | Södermanlands flygflottilj | 58°47′18″N 16°55′53″Ö / 58.788393°N 16.9313°Ö | Minnesmärke över Södermanlands flygflottilj. Inhugget minnesmärke i berghäll med texten: "Denna förläggning togs i bruk av Kungl Södermanlands flygflottilj den 15.10.1941. Flottiljen upphörde den 30.8 1980" |
|      | Södermanlands flygflottilj | 58°47′18″N 16°55′53″Ö / 58.788393°N 16.9313°Ö | Minnesmärke över omkomna i flygtjänst vid Södermanlands flygflottilj. Inhuggen minnesskrift i berghäll med texten "Till minne av i flygtjänst stupade kamrater vid Kungl Södermanlands flygflottilj."          |